# Alexandre Zacarias de Assumpção

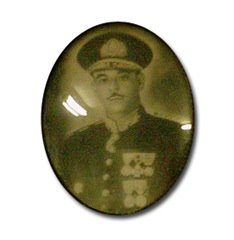
Alexandre Zacarias de Assumpção

Alexandre Zacarias de Assumpção (Assunção) (* 19. Dezember 1899 in Rio de Janeiro; † 11. August 1981 ebenda) war ein brasilianischer Generalmajor und Politiker, der sowohl 1945 und zwischen 1951 und 1956 Gouverneur des Bundesstaates Pará war.

## Leben
Assumpção absolvierte eine Offiziersausbildung im Heer (Exército Brasileiro) der Streitkräfte (Forças Armadas do Brasil) am Colégio Militar und fand im Anschluss verschiedene Verwendungen als Offizier sowie Stabsoffizier. Er wurde am 25. Dezember 1936 zum Oberstleutnant sowie am 3. Mai 1939 zum Oberst befördert. Am 29. Juli 1943 erfolgte seine Beförderung zum Brigadegeneral und war bis 1944 Kommandeur der 1. Brigade sowie 1944 für einige Zeit Kommandeur der 8. Militärregion (8.ª Região Militar). Als Nachfolger von João Guilherme Lameira Bittencourt war er vom 30. Oktober 1945 bis zu seiner Ablösung durch Manoel Maroja Neto am 6. November 1945 kommissarischer Gouverneur (Interventor) des Bundesstaates Pará. Am 17. Oktober 1946 wurde er zum Generalmajor befördert.
Assumpção, der zunächst Mitglied der Progressiven Sozialpartei PSP (Partido Social Progressista) war, löste am 20. Februar 1951 Abel Nunes de Figueiredo als Gouverneur (Governador) von Pará ab und bekleidete das Amt nunmehr bis zum 31. Januar 1956, woraufhin Edward Cattete Pinheiro seine Nachfolge antrat. Im Januar 1959 wurde er schließlich als Nachfolger von João Prisco dos Santos für die Arbeiterpartei PTB (Partido Trabalhista Brasileiro) Mitglied des Bundessenats (Senado Federal) und vertrat in diesem bis zu seiner Ablösung durch Jarbas Passarinho am 1. Februar 1967 den Bundesstaat Pará. Während seiner Senatsmitgliedschaft wurde er 1960 Mitglied der Nationalen Demokratischen Union UDN (União Democrática Nacional) und dann 1965 der Sozialdemokratischen Partei PSD (Partido Social Democrático ), ehe er zuletzt 1966 der Nationalen Erneuerungsallianz ARENA (Aliança Renovadora Nacional) beitrat.